# Isorhamnetina
La isorhamnetina es un flavonol O-metilado de la clase de los flavonoides. Una fuente alimenticia común de este derivado 3'-metoxilado de la quercetina y sus conjugados de glucósido son las cebollas amarillas o rojas picantes, en las que es un pigmento menor, la quercetina-3,4'-diglucósido y la quercetina-4'-glucósido y la aglicona siendo la quercetina los principales pigmentos. Las peras, aceite de oliva, vino y salsa de tomate son ricos en isorhamnetina. Otras fuentes incluyen especias, hierbas medicinales y el psicoactivo estragón mexicano (Tagetes lucida), que se describe como acumulador de isorhamnetina y su derivado 7-O-glucósido. El nopal (Opuntia ficus-indica (L.)) también es una buena fuente de isorhamnetina que se puede extraer mediante extracción con fluido supercrítico asistida por enzimas; también se extrae de Lotus ucrainicus y Strychnos pseudoquina.

## Metabolismo
La enzima quercetina 3-O-metiltransferasa utiliza S-adenosil metionina y quercetina para producir S-adenosilhomocisteína  e isorhamnetina.
La enzima 3-metilquercetina 7-O-metiltransferasa utiliza S-adenosil metionina y 5,7,3',4'-tetrahidroxi-3-metoxiflavona (isoramnetina) para producir S-adenosilhomocisteína y 5,3',4'-trihidroxi- 3,7-dimetoxiflavona (ramnazina).

## Glucósidos
- Isorhamnetina-3-O-rutinósido-7-O-glucósido
- Isorhamnetina-3-O-rutinósido-4'-O-glucósido
- Narcisina (Isorhamnetina-3-O-rutinósido)